# Římskokatolická farnost Klášterec nad Orlicí
Římskokatolická farnost Klášterec nad Orlicí je územním společenstvím římských katolíků v rámci žamberského vikariátu královéhradecké diecéze.

## O farnosti

### Historie
Klášterec s okolím byl dlouhou dobu součástí farnosti Žamberk. Až v roce 1757 byla v místě zřízena lokálie, povýšená pak v roce 1850 na samostatnou farnost. Z farnosti pocházela Anna Bohuslava Tomanová, stigmatizovaná mystička, žijící v letech 1907–1957. Na území farnosti, na samotě Amerika, působí od 60. let 20. století Středisko Radost, které pořádá letní tábory a jiné aktivity pro katolickou mládež.
Od 1. ledna 2006 je součástí farnosti dříve samostatná farnost České Petrovice.

#### Přehled duchovních správců
- 1850–1866 R.D. Jan Antonín Bílek (prvofarář)
- 1867–1883 R.D. František Chaloupka (farář)
- 1883–1896 R.D. Josef Váško (farář)
- 1896–1911 R.D. František Morávek (farář)
- 1911–1921 R.D. František Kočí (farář)
- 1921–1937 R.D. Ignác Dovrtěl (farář)
- 1937–1944 R.D. Václav Burda (farář)
- 1944–1951 R.D. Stanislav Marek (farář)
- 1951–1999 R.D. František Halík (administrátor)
- 1999–2005 R.D. ThDr. Pawel Nowatkowski (administrátor excurrendo z Kunvaldu)
- 2005–2008 R.D. Mgr. Stanisław Sikora (excurrendo z Kunvaldu)
- 2008–2020 P. ThMgr. Mirosław Piotr Fąs, MSF (excurrendo z Kunvaldu)
- 2020–2022 R.D. Mgr. Jaroslav Kolbaba (excurrendo z Kunvaldu)
- od 1. září 2022 R.D. Mgr. Jakub Brabenec (excurrendo z Rokytnice v Orlických horách)[4]

### Současnost
Klášterecká farnost je od 1. září 2022 administrována excurrendo z Rokytnice v Orlických horách.
| Kostel                        | Místo                                 | Bohoslužba                            | Bohoslužba                            | Poznámka               |
| ----------------------------- | ------------------------------------- | ------------------------------------- | ------------------------------------- | ---------------------- |
| Kostel svatého Petra a Pavla  | České Petrovice                       | středa                                | 17.00 zimní čas 18.00 letní čas       | filiální kostel        |
| Kaple Nanebevzetí Panny Marie | České Petrovice                       | neslouží se pravidelně                | neslouží se pravidelně                | kaple                  |
| Kaple svaté Anny              | Čihák                                 | neslouží se pravidelně                | neslouží se pravidelně                | kaple                  |
| Kostel Nejsvětější Trojice    | Klášterec nad Orlicí                  | neděle pátek                          | 08.00 17.00                           | farní kostel           |
| Kaple svatého Josefa          | Pastviny                              | neslouží se pravidelně                | neslouží se pravidelně                | hřbitovní kaple        |
| Kaple svatého Dominika        | Pastviny-Vítanov                      | neděle poslední týden v měsíci        | 17.00                                 | kaple                  |
| Kaple                         | Klášterec nad Orlicí - samota Amerika | nepravidelně podle programu střediska | nepravidelně podle programu střediska | kaple Střediska Radost |